# Makak tibetský
Makak tibetský (Macaca thibetana) je druh úzkonosé opice z čeledi kočkodanovití (Cercopithecidae) a rodu makak (Macaca). Druh, který je dle Mezinárodního svazu ochrany přírody brán jako téměř ohrožený, popsal roku 1870 Henri Milne-Edwards.

## Výskyt
Makak tibetský se vyskytuje ve středovýchodní Číně (An-chuej, Fu-ťien, Kan-su, Kuang-tung, Kuang-si, Kuej-čou, Ťiang-si, Šen-si, S'-čchuan, Jün-nan, Če-ťiang; a pochopitelně i Tibet), zprávy o výskytu makaka tibetského až do severovýchodní Indie v oblasti Arunáčalpradéš zahrnují pravděpodobně jiný druh. K životu dává makak tibetský přednost stálezeleným listnatým lesům ve výškách od 1000 do 2500 m n. m.

## Popis a chování
Samci makaka tibetského měří 61–71 cm a jejich hmotnost se odhaduje na 14–17,5 kg, samice měří 51–63 cm a váží 9–13 kg. Ocas je pahýlovitý, měří od 8 do 14 cm u samců a 4–8 cm u samic. Srst je dlouhá, má hnědé zbarvení (na spodní straně těla je však světlejší). Obličej bývá holý a červenavě zbarvený, u samců má méně výrazné zbarvení než u samic. Makak tibetský se živí především rostlinnou potravou, například listy, trávou nebo ovocem, někdy však také kořínky, hmyzem, oblíbenou potravou jsou bambusové výhonky. Potravu si opice může uschovávat v lícních torbách a sežrat ji později. Skupina se skládá z dominantního alfa samce starého 8–9 let, ostatních dospělých jedinců a mláďat, která v případě, že jde o samce, po dosažení dospělosti opouštějí skupinu. Pokud je ve skupině příliš opic, okolo 40 až 50, některé z nich odštěpením založí novou menší skupinu, přičemž jde většinou o jedince nejníže ve společenském žebříčku. Samice se začínají pářit okolo pěti let věku. Rozmnožování probíhá na podzim a mláďata se rodí po šestiměsíční březosti, nejčastěji v lednu a únoru. Samice rodí pouze jediné mládě.

## Ohrožení
Přestože jsou populace početné, patří makak tibetský mezi téměř ohrožené druhy následkem masivního ničení lesního porostu v jeho domovině. Mezi menší hrozby patří také lov. Vzhledem k tomu, že však byl hlavní důvod ohrožení, masivní odlesňování, omezen, populace makaků se poměrně stabilizovaly. Druh je zapsán na seznam CITES II a žije ve více než 60 přírodních rezervacích, ovšem téměř vůbec se neobjevuje v zoologických zahradách mimo Asii, a i zde je vzácným chovancem. Několik let byl chován v ZOO Praha.